# Беби-бокс

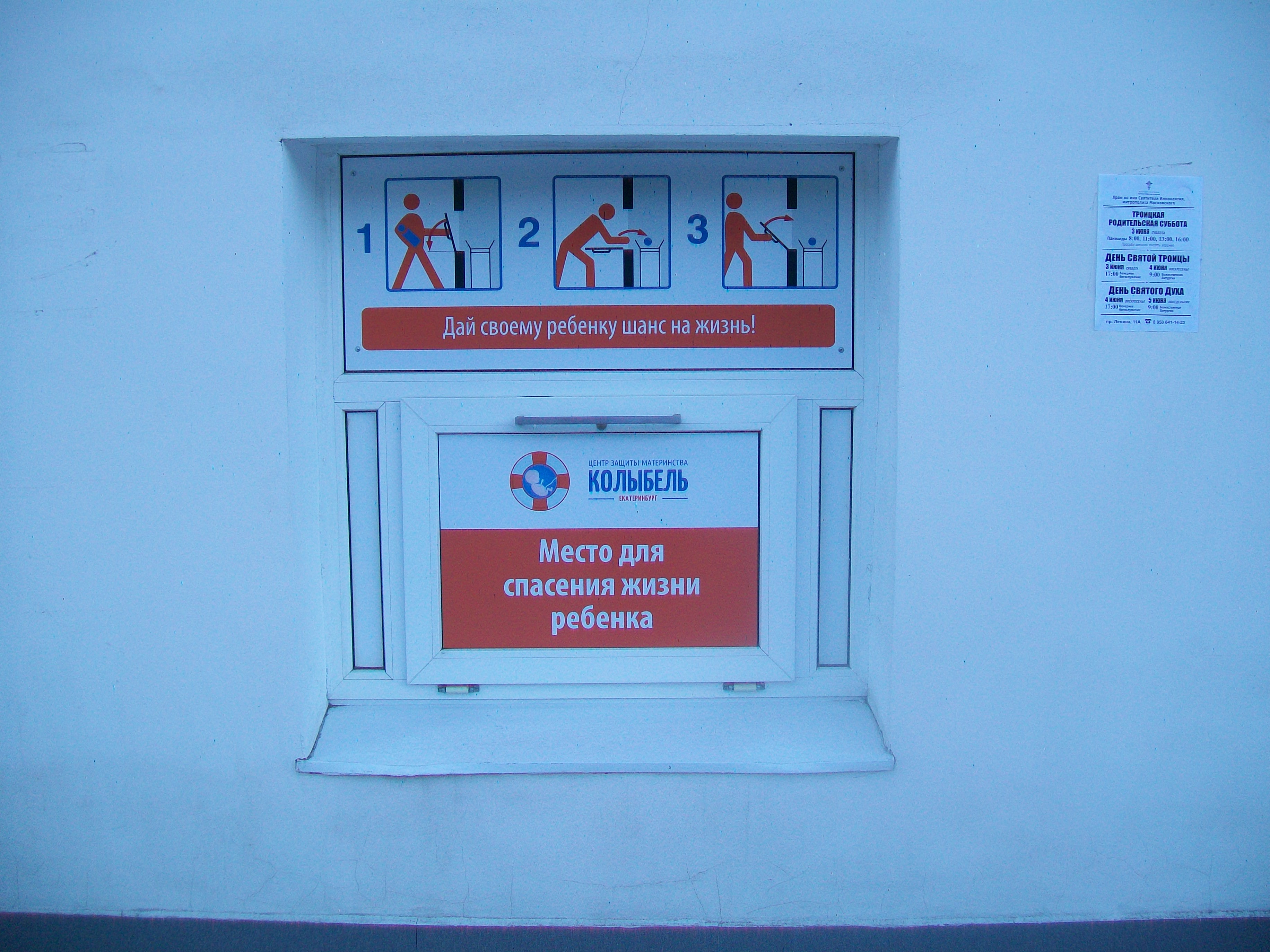
Беби-хатч в Екатеринбурге в стене храма во имя Святителя Иннокентия (май 2017 года, вид снаружи)

Бе́би-бокс, Бе́би-хатч, «Окно́ жи́зни» (англ. Baby box — ящик для детей, англ. Baby hatch — люк, приёмник для детей, пол. Okno życia) — специально оборудованное место для анонимного отказа от ребёнка и передачи его на попечительство государственным службам и органам. Может располагаться при медицинских учреждениях (государственных и частных), при религиозных организациях.

## Механизм работы

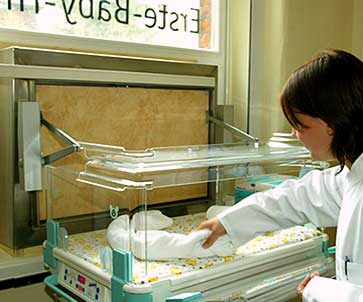
Бэби-хатч в Германии, вид изнутри

Приёмник для детей может иметь различную конструкцию («сейф» с дверцами с двух сторон, по типу «аквариума» и др), но схема работы его заявляется одинаковой:
1. Он располагается там, где нет окон или камер видеонаблюдения для сохранения анонимности человека, принесшего ребёнка, и избавления его от любой ответственности,
2. Рядом с ним должны располагаться информационные плакаты, говорящие о том, где молодая мама может получить помощь в трудной ситуации.
3. Со стороны улицы имеется незакрытая дверца, в которую человек кладет принесённого ребёнка.
4. Через некоторое время (обычно называется время 30 секунд) после закрытия дверца блокируется, и её невозможно открыть снаружи. Сразу же на пульт наблюдающего за беби-хатчем подаётся сигнал о том, что в приёмнике находится ребёнок. В некоторых регионах практикуется автоматическая отправка смс-сообщения руководителю этого проекта.
5. Сразу после поступления сигнала к ребёнку должны направиться специалисты, которые проводят медосмотр. Приглашаются также сотрудники полиции для должного оформления ребёнка. Затем ребёнок передаётся для заботы о нём в органы опеки.

Возврат ребёнка возможен до того момента, пока его не усыновили, если его принесла в беби-хатч мать. В этом случае проводится генетическая экспертиза, и при подтверждении родства ребёнок возвращается матери.

## История
Данная конструкция получила распространение в Средние века, а также использовалась в XVIII и XIX веке и носила название «коляска» для подкидышей. Начиная с конца XIX века эта система была упразднена и начала применяться вновь лишь с 1952 года, получив название «приёмник для подкидышей». С 2000 года этот проект был реализован во многих странах, получив особое распространение в Германии, где на настоящий момент существует около 100 таких «приёмников», и в Пакистане, где их около 300.
В немецкоязычных странах такой «приёмник» носит название «окно жизни», «беби-хатч» или «анонимный приёмник для подкидышей», на итальянском — «колыбель жизни» (Culla per la vita), на сицилийском — «колесо» (la ruota), на японском — «колыбель аиста», или «детская почта», на китайском — «островок детского спасения» (или «детской безопасности»), на польском — «окно жизни».
В Чехии, Австрии, Италии, Индии и Франции ещё начиная с 50-х годов прошлого века у женщин, согласно Гражданскому и Семейному кодексам, есть возможность рожать анонимно и потому отказаться от ребёнка сразу после родов.

### Италия
Первое «колесо подкидышей» было создано в Италии в 1198 году. Папа Римский Иннокентий III признал, что подобные приспособления должны быть организованы при приютах, с тем, чтобы матери могли анонимно оставить своего ребёнка, а не убивать его (особенно часто младенцев топили в реке Тибр). Отсек для подкидышей представлял собой цилиндрическое устройство, вмонтированное в наружную стену здания, наподобие вращающейся двери. Мать клала ребёнка в цилиндр, вращала его так, чтобы ребёнок оказался внутри церкви, и затем звонила в колокольчик, чтобы оповестить смотрителей. Об этой системе подробно рассказано в новелле Анджело Конильо (Angelo Coniglio) «Леди Колеса», повествующей о событиях на Сицилии в XIX веке. Одно из таких приспособлений сохранилось до наших дней в госпитале Св. Духа в Ватикане, где оно использовалось со Средних веков до XIX века.

### Германия
В Гамбурге первое подобное колесо было установлено голландским торговцем в 1709 году в детском приюте. В 1712 году колесо убрали, так как количество детей, подброшенных таким образом, было столь велико, что приют не мог их содержать. Подобные «колёса» были также установлены в Касселе (1764) и в Майнце (1811).

### Франция

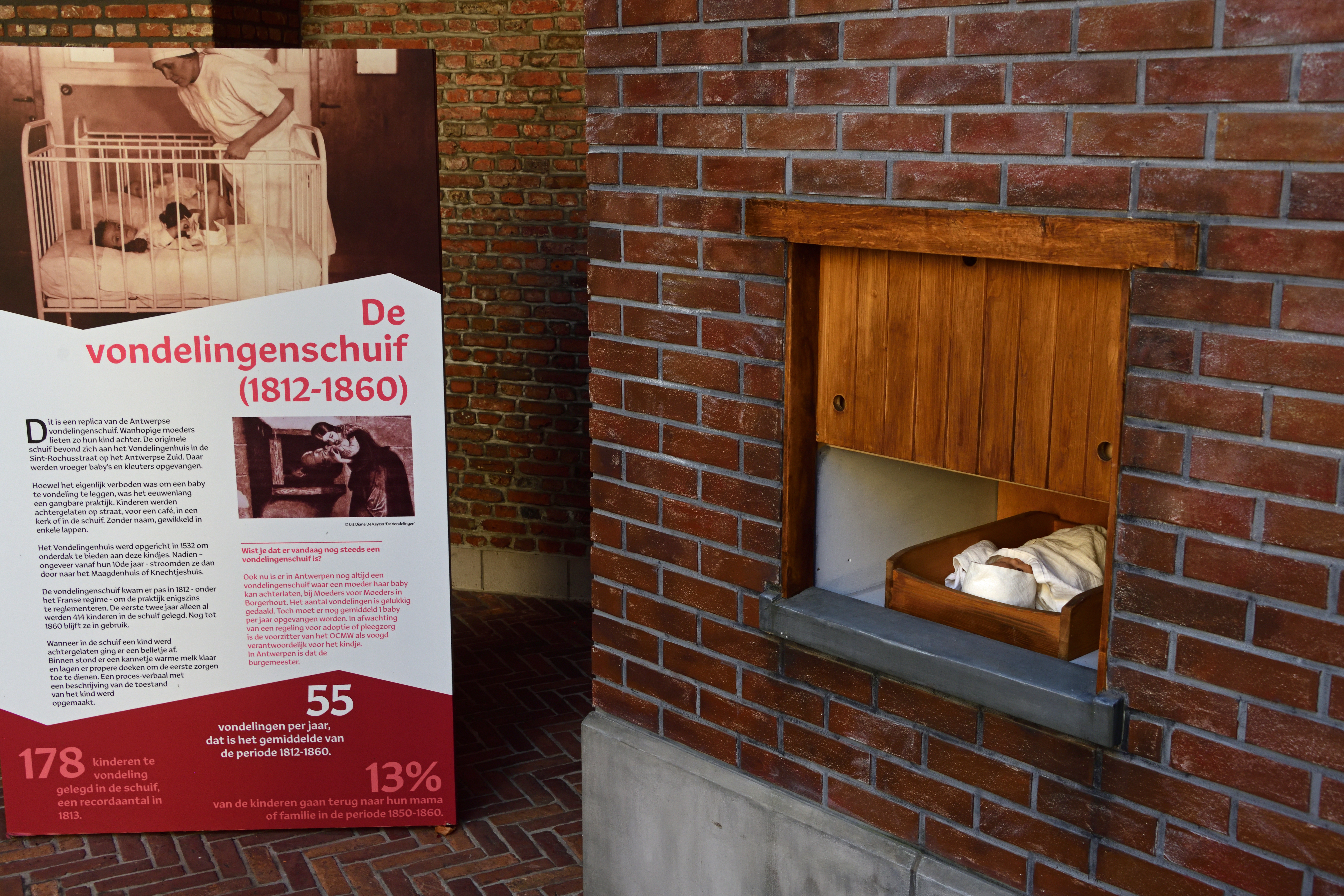
Реплика «вертушки для подкидышей». Оригинальная функционировала с 1812 по 1860 года. За первые два года эксплуатации было оставлено 414 ребёнка

Во Франции «вертушки для подкидышей» (tours d’abandon, abandonment wheel) были созданы Викентием де Полем, который в 1638 году организовал в Париже первый детский приют. Подобные вертушки были узаконены императорским декретом 19 января 1811 года, и, согласно данным писательницы Анны Мартин-Фужьер, их число во Франции достигало 251. Подобные вертушки были установлены при таких больницах, как больница для беспризорников в Париже. Несмотря на то что количество детей, подкинутых таким образом, достигло десяток тысяч в год, экономические проблемы вынудили упразднить «вертушки» в 1863 году и заменить их на «приёмные отделения», где матери могли как анонимно отказаться от детей, так и получить консультацию. Официально «вертушки для подкидышей» были упразднены 27 июня 1904 года. В настоящее время во Франции женщины могут анонимно родить в больницах и там же оставить ребёнка.

### Португалия

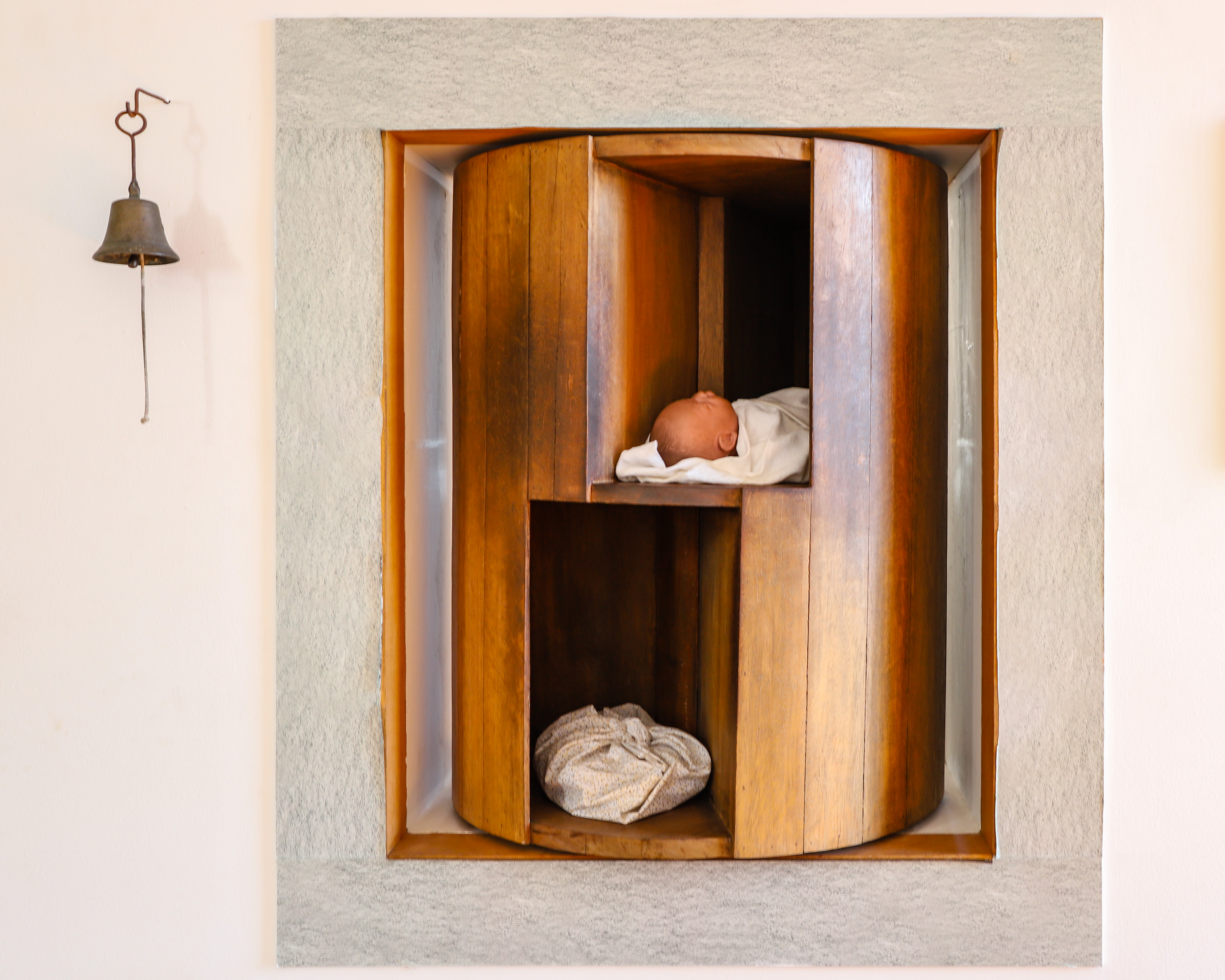

В Бразилии и Португалии подобные вертушки («roda dos expostos» — «вертушка для брошенных на произвол судьбы») стали широко использоваться после того, как Королева Мария I объявила 24 мая 1783 года, что во всех городах должны появиться госпитали для беспризорников. Одним из таких примеров является вертушка, установленная в госпитале Santa Casa de Misericordia в Сан-Пауло 2 июля 1825.Она прекратила своё существование лишь 5 июня 1949 года после пятилетних дебатов о её несовместимости с принципами современной социальной системы. Бразильский фильм «Вертушка для отверженных» режиссёра Марии Эмилии де Ацеведо был удостоен награды «Лучшая операторская работа» среди короткометражных фильмов на фестивале Грамадо в 2001.

### Великобритания
В Британии и Ирландии подкидышей приносили в приюты, получавшие финансирование с налогов для бедных. Также существовали приюты в Лондоне и Дублине; дублинский госпиталь для подкидышей установил вертушку для подкидышей в 1730 году. Как показывает отрывок из Книги заседаний членов правления:

Ху (Бутлер) Армач, архиепископ Ирландский, распоряжается о том, чтобы вращающееся колесо или иное устройство для приёма младенцев и детей было установлено вблизь ворот работного дома, для того чтобы в любое время дня и ночи ребёнок мог бы быть положен в данное устройство и найден смотрителем вышеназванного учреждения.

Вертушки для подкидышей были упразднены в Дублине в 1826 году, после закрытия дублинского госпиталя из-за высокой детской смертности.
Первый современный беби-хатч был создан в Германии в Алтоне 11 апреля 2000 года после ряда случаев смертности среди детей в 1999 году, брошенных и найденных мёртвыми от неблагоприятных воздействий внешней среды. К 2010 году 38 детей были подброшены в беби-хатч «Найденный ребёнок» в Гамбурге, 14 из них впоследствии были возвращены матерям.

## Причины, по которым используются беби-хатчи
В прошлом одной из основных причин отказа от ребёнка становилось его рождение вне брака. В настоящее время беби-хатчи предназначены для матерей, которые в силу различных причин не могут позаботиться о ребёнке и хотят сохранить свою анонимность. В некоторых странах, например в Германии, не существует закона, позволяющего матери родить анонимно, и таким образом беби-хатчи являются единственной возможностью скрытно оставить своего ребёнка в безопасном месте, чтобы впоследствии о нём позаботились.
В Индии и Пакистане главной целью беби-хатчев является сокращение случаев детоубийства женщинами, обусловленных различными социально-экономическими факторами, одним из которых является высокая стоимость выкупа за невесту.

## Мировая практика
Некоторые юридические вопросы при применении беби-хатчев связаны с правом детей на самоидентификацию, гарантированную ст. 8 Конвенции ООН по правам ребёнка, а также неотъемлемое право на жизнь, гарантированное ст. 6. Беби-хатчи также лишают отцов права узнать, что произошло с их детьми, хотя генетическое тестирование является одним из путей решения этой проблемы.
- Австрия — закон определяет детей, подброшенных в беби-хатчи, как подкидышей. Местный офис социальных служб для детей и подростков «Jugendwohlfahrt» («попечение несовершеннолетних») берёт на себя заботу о ребёнке в течение первых шести месяцев, а затем передаёт его на усыновление. в 2005 году беби-хатчи существовали в 6 городах, с 2001 года женщины получили право на анонимные роды.
- Бельгия — беби-хатчей не существует, подкидывание детей незаконно, однако на практике таких детей определяют на патронатное воспитание и они могут быть усыновлены по прошествии нескольких месяцев. Таким образом нет никакого закона, определяющего правовые нормы в области подкинутых детей. Даже распространение информации по данной тематике рассматривается как «реклама подкидывания детей», а ответственные за существование беби-хатчей преследуются бельгийским законодательством. Ассоциация «Moeders voor Moeders» («Матери для матерей») учредила первый беби-хатч (babyschuif) Borgerhout близ Антверпена в 2000 году. Он известен под названием «Moeder Mozes Mandje» — «корзина матери Моисея». С момента своего появления 2 неопознанных ребёнка (Томас и Михаэль) были найдены в беби-хатче. Другого новорождённого (Marieke) удалось спасти после того, когда его мать набрала телефон скорой помощи во время родов.
- Великобритания — беби-хатчи не существуют, так как они незаконны. Согласно секции 27 Акта 1861 года о преступлениях против личности, закон определяет мать, оставившую своего ребёнка младше двух лет, как лицо, совершившее преступление, что в свою очередь грозит ей сроком лишения свободы до 5 лет. На практике же подобные судебные преследования крайне редки и применяются лишь в том случае, если ребёнок был брошен со злым умыслом, то есть с намерением нанести вред здоровью и жизни ребёнка. Мать, пожелавшая отказаться от новорождённого и отдать его на усыновление, может это сделать. Служба консультирования создана специально для того, чтобы подобное заявление матери считалось её истинным желанием и бесповоротным решением.
- Венгрия — имеется около десятка беби-хатчей, часто открытых при госпиталях, первый из которых открыт в 1996 году при госпитале Шопф-Мерэй Агост в Будапеште.
- Германия — беби-хатчи существуют с 2000 года, в 2005 по всей территории страны насчитывалось около 100 таких учреждений. До этого мать, бросившая своего ребёнка, подвергалась уголовному преследованию. Несмотря на это, согласно немецкому социальному законодательству, родителям разрешено оставить своего ребёнка на попечение третьего лица на срок до трёх недель, если, к примеру, родитель находится в больнице. По истечении 8 недель социальные службы по правам несовершеннолетних должны быть поставлены в известность. Немецкое законодательство рассматривает ребёнка, оставленного в беби-хатче, как оставленного на попечение третьему лицу. Эта лазейка является очень противоречивой и представляет собой предмет оживлённых дискуссий, так как в Германии были зафиксированы случаи, когда в беби-хатчах оставляли детей с ограниченной дееспособностью или детей старше трёх месяцев. Предпринимались многочисленные попытки прояснить легальный статус детей, оставленных в беби-хатчах, но до сих пор этот вопрос до конца не разъяснён.
- Индия — в штате Тамилнад в 1994 году был открыт первый беби-хатч тогдашним премьер-министром страны Джаярам Джаялалита, чтобы предотвратить детоубийство. Подкинутых таким образом детей называют «Thottil Kuzhanthai» («дети из колыбели»), их воспитание и образование финансируется государством. В 2002 году в южной Индии была представлена схема «e-cradle»(«интерактивной колыбели»), после того как подброшенного новорождённого растерзали собаки на улице близ медицинского колледжа Тривандрум.
- Италия — имеется около 8 беби-хатчей, организованных «Движением за жизнь». В декабре 2006 года современный беби-хатч был установлен в Policlinico Casilino в Риме, и в феврале 2007 года он принял первого подброшенного ребёнка. Также планируется установка ещё одного беби-хатч в госпитале Santo Spirito в Ватикане, на родине одной из первейших вертушек жизни.
- Казахстан — в декабре 2020 года в Енбекшиказахской межрайонной многопрофильной больницe Алматинской области в городе Есик установлены первые в Казахстане беби-хатчи (үміт-бесігі) для отказных детей[3], в апреле 2021 года открыли второе устройство в городе Каскелен. Первого ребёнка устройство спасло в марте 2021 года, а второго в июне 2023 года. Данные устройство не получили широкого распространения в стране из-за малой поддержки в государственных органах, хоть и были инициативы и предложения городских депутатов, все устройства существуют только благодаря инициативе местного благотворительного фонда.
- Канада — в мае 2010 госпиталь св. Павла в Ванкувере объявил о своем намерении открыть первую канадскую «ангельскую колыбель».
- Нидерланды — в 2003 году планировалось открытие babyluik в Амстердаме, но не было осуществлено из-за активных оппозиционных протестов. Министр здравоохранения Clémence Ross объявил беби-хатчи вне закона.
- Пакистан — организация Edhi насчитывает около 300 центров, предлагающих так называемые jhoola-услуги, которые, как заявляется, помогли спасти около 16 000 жизней; jhoola представляет собой металлическую висячую колыбель из светлого металла с матрасом, в которую может быть помещён ребёнок, расположенную вне стен центра. Оставление ребёнка может сопровождаться звоном колокола, также колыбель ежечасно проверяется.
- Польша — в 2012 году в 47 городах были открыты беби-хатчи.
- Россия — федерального закона, регулирующего установку и эксплуатацию беби-хатчей, не существует.[4] Вместе с тем многие профильные структуры и организации устанавливают беби-хатчи на своей территории. С 2011 года беби-хатчи установлены при медучреждениях и религиозных организациях в Краснодарском, Пермском, Камчатском, Ставропольском краях, Владимирской, Калининградской, Курской, Ленинградской, Московской, Псковской, Свердловской областях, Татарстане.[4]
- Словакия — действует 16 беби-хатчей в 15 городах по всей стране. В промежуток между декабрем 2004 года[уточнить], когда был открыт первый беби-хатч, и апрелем 2004[уточнить] года было подброшено 30 младенцев.[источник не указан 3748 дней]
- США — понятия «беби-хатча» как такового не существует. Однако почти все штаты ввели понятие «Закона безопасной гавани» (первым — штат Техас 1 сентября 1999 года), который позволяет родителям анонимно на законных основаниях отказаться от своего новорождённого ребёнка (не старше 72 часов) в определённых установленных местах, называемых «тихая гавань», таких как пожарные станции и госпитали. Этот закон носит разное название в разных штатах, например Калифорнийский Закон о безопасном окружении ребёнка, и имеет разные требование к ограничению по возрасту. К примеру, «Закон безопасной гавани» штата Небраска не имеет возрастных ограничений, позволяя отказаться от любого ребёнка младше 18 лет, однако этот закон был отменён в ноябре 2008 года.
- Филиппины — госпиталь San Jose in Маниле, основанный в 1810 и управляемый сёстрами милосердия Saint Vincent de Paul, оборудован вращающейся каруселью с надписью «Брошенных детей принимают здесь».
- Франция — 2 сентября 1941 года принят правовой декрет об охране рождения, позволяющий женщинам рожать анонимно. Именно этот закон, немного видоизменённый, стал прототипом современного Закона об анонимных родах (accouchement sous X), прописанного во французском Гражданском и Семейном кодексе (Art. 222-6). Он относится к детям в возрасте до года. В 2003 году Европейский суд по правам человека одобрил этот закон, утвердив, что он не противоречит Европейской конвенции по правам человека.
- Чехия — Министерство социальной политики утвердило в 2006 году законный статус беби-хатчей согласно чешскому законодательству. Вопреки этому закону, в марте 2006 года сотрудник полиции Анна Пискова заявила по чешскому телевидению, что полиция будет разыскивать матерей, подкинувших детей. Глава чешской организации беби-хатчев «Статим» Людвик Хесс подал жалобу на это заявление и получил официальную поддержку от организации «Спасём детей». Первый беби-хатч был открыт в июле 2005 в Праге организацией «Babybox — Statim», и уже в марте 2006 года 3 ребёнка были подброшены в него. В декабре 2007 года существовало 5 беби-хатчей в республике; планируется открыть ещё 4 беби-хатча в 2008. За период 2005—2007 десять детей было подброшено в беби-хатчи, семь из которых в Праге. Некоторые были возвращены матерям или же получили свидетельство о рождении. На декабрь 2011 года в стране насчитывается 47 беби-хатчей, большая часть из которых располагается в крупных городах. На настоящий момент таким образом спасено 62 ребёнка. Один из беби-хатчей был использован по назначению 13 раз. ООН поставила под сомнение правомерность беби-хатчев, подвергнув критике большое количество групповых домов (дом для совместного проживания «трудных» и бездомных подростков и молодых людей) и попрание прав ребёнка.
- Швейцария — один беби-хатч был открыт в Айнзидельн при госпитале 9 мая 2001 года.
- Южная Африка — некоммерческая организация «Двери надежды» установила «проём в стене» в августе 2000 года при церкви в Йоханесбурге. К марту 2011 года было подброшено около 96 младенцев.
- Япония — отказ от ребёнка карается тюремным заключением на срок до пяти лет. В 2006 году официальные лица госпиталя университета Дзикэй (Jikei) в префектуре Кумамото анонсировал создание «колыбели аистов» в попытке сократить количество беспризорников и абортов. На 26 ноября 2009 года таким образом был принят 51 ребёнок. Эта система работает под надзором специально созданного комитета, который отмечает, что признание анонимных детей может отрицательным образом сказаться на моральном самосознании нации.